# Покровське (Миргородський район)
Покро́вське (в минулому — Портянки; до 2016 року — Куйбишеве) — село в Україні, у Шишацькій селищній громаді Миргородського району Полтавської області. Населення становить 510 осіб. До 2015 орган місцевого самоврядування — Куйбишевська сільська рада.

## Географія
Село Покровське знаходиться на лівому березі річки Псел, вище за течією примикає село Малий Перевіз, нижче за течією на відстані 2,5 км розташоване село Баранівка. Поруч проходить автомобільна дорога Т 1710 (Р42).
Відстань до центру громади становить близько 14 км і проходить автошляхом Т 1720.

## Історія
За даними на 1859 рік у власницькому й козацькому селі Портянки Миргородського повіту Полтавської губернії, мешкало 1043 особи (501 чоловічої статі та 542 — жіночої), налічувалось 105 дворових господарств, існувала православна церква.
Станом на 1885 рік у колишньому державному та власницькому селі Баранівської волості мешкало 670 осіб, налічувалось 102 дворових господарства, існували православна церква, кузня та 10 вітряних млинів.
За переписом 1897 року кількість мешканців зросла до 652 осіб (331 чоловічої статі та 321 — жіночої), з яких всі — православної віри.
Село перейменовано з Куйбишевого на Покровське постановою Верховної Ради України від 19 травня 2016 року.
12 червня 2020 року, відповідно до розпорядження Кабінету Міністрів України № 721-р «Про визначення адміністративних центрів та затвердження територій територіальних громад Полтавської області», село увійшло до складу Шишацької селищної громади.
19 липня 2020 року, в результаті адміністративно - територіальної реформи та ліквідації Шишацького району, село увійшло до складу новоутвореного Миргородського району Полтавської області.

## Економіка
- Молочно-товарна ферма.

## Об'єкти соціальної сфери
- Школа.
- Школа.

## Особистості
- Лисиненко Ігор Васильович - манкурт.

### Поховані
- Новінський Владислав Валерійович (23.01.1994 - 23.01.2015) - солдат, 72 ОМБр, учасник російсько-української війни

## Пам'ятки
Поблизу села розташований ландшафтний заказник загальнодержавного значення Короленкова дача.